# Pia Syrén
Pia Syrén, född 16 november 1966, är en svensk före detta fotbollsspelare.
Syrén representerade på klubbnivå Öxabäcks IF, där hon vann SM-guld 1988. Hon spelade 17 A-landskamper för Sverige, och var med i truppen som tog brons i EM 1989.